# Heimattreue Front
Le Heimattreue Front (Front patriotique) était un parti politique qui, dans les années 1930, revendiquait le rattachement des cantons de l'Est belges à l'Allemagne, dont ils avaient été détachés en 1920.
Dans les années 1930, la tension entre partisans du maintien en Belgique et partisans du rattachement à l'Allemagne augmente à un tel point que quatre dirigeants du Heimatbund, dont l’ancien président du Christliche Volkspartei, A. Josef Dehottay, sont expulsés vers l’Allemagne et déchus de leur nationalité belge en 1935. Cela a pour effet que ce parti ne présente pas de candidats aux élections législatives de 1936 et appelle à rejoindre le Heimattreue Front, qui prône le vote blanc, qui recueille la majorité absolue, alors que le Parti catholique emporte 53 % des suffrages exprimés, le POB 12,7 % et les rexistes 26,4 %. 
Aux élections suivantes, en 1939, le Parti catholique obtient 38,6 %, le POB 4 % et le Parti libéral 3,4 %, alors que le Heimattreue Front recueille 45,1 % des suffrages, ce qui constitue pourtant un succès moins absolu que dans d’autres régions germanophones limitrophes de l’Allemagne, la région des Sudètes, Dantzig ou Memel.
Résultats des élections législatives de 1939
| Parti             | canton d'Eupen |         | canton de Saint-Vith |         | canton de Malmedy |         | arrondissement de Verviers |         |
| Parti             | voix           | %       | voix                 | %       | voix              | %       | voix                       | %       |
| Heimattreue Front | 3 219          | 48,67 % | 2 073                | 44,73 % | 2 441             | 43,09 % | 8 057                      | 11,83 % |
| Parti catholique  | 2 526          | 38,19 % | 1 948                | 43,04 % | 2 056             | 36,29 % | 21 701                     | 31,85 % |
| Rex               | 276            | 4,17 %  | 439                  | 9,47 %  | 438               | 7,73 %  | 4 806                      | 7,05 %  |
| Parti socialiste  | 265            | 4,01 %  | 140                  | 3,02 %  | 288               | 5,08 %  | 14 779                     | 21,69 % |
| Parti libéral     | 221            | 3,34 %  | 23                   | 0,5 %   | 378               | 6,67 %  | 11 835                     | 17,37 % |
| Parti communiste  | 107            | 1,62 %  | 11                   | 0,24 %  | 64                | 1,13 %  | 6 948                      | 10,2 %  |
| Votes valables    | 6 614          |         | 4 634                |         | 5 665             |         | 68 127                     |         |

## Sources
1. ↑  il s'agit de Josef Dehottay, Pierre Dehottay (son fils), Henri Dehottay (son frère) et Paul Foxius (secrétaire de Dehottay) ; extrait des attendus de la Cour d’appel de Liège : « Attendu qu'il est établi par l'aveu même des assignés, que les Landwirtschaftliche Verband, Zentralkasse, Kreisbauernschaft d'Eupen, Heimatbund, Christliche Volkspartei et Landbote sont des instruments destinés à mettre en échec l'assimilation politique que la Belgique réalise légitimement et sagement dans les Cantons rédimés et à poursuivre le retour de ceux-ci à l'Allemagne ; qu'en conséquence tous ces organismes et associations doivent être considérés comme illicites et contraires à l'ordre public ... » cf. Bruno Kartheuser, "Subversion nazie et action secrète. L’encadrement nazi et allemand des cantons de l’Est de la Belgique. Épisodes, aperçus, constaté", in: Colloque de Metz, Annexion,nazification et mémoire de la Seconde Guerre mondiale, Université de Metz, 7-8 novembre 2003, pp. 27-46
2. ↑  Site officiel des résultats électoraux belges depuis 1848

- Jean-Jacques Messiaen et Arlette Musick, Verviers, Bruxelles, Présence et Action Culturelles, coll. « Mémoire ouvrière — Histoire des fédérations », 1985, 126 p.
- Alfred Minke, "La Communauté germanophone: l’évolution d’une terre d’entre-deux", in : La Wallonie, une région en Europe, CIFE-IJD, 1997